# KV2

## Prezentare
KV2 (acronim de la King's Valley 2) este sigla care identifică unul dintre mormintele din Valea Regilor din Egipt. 
Ramses al IV-lea, suveranul egiptean căruia i-a fost destrinat mormântul, a murit mai înainte ca mormântul să fi fost terminat motiv pentru care a fost transformată în cameră mortuară o încăpere a complexului. În secolul al V-lea, mormântul a fost trans format în biserică producându-i pierderi însemnate ale frescelor murale. 
Pe pereții mormântului sunt prezente texte ale “Litaniei Soarelui”, ale “Cărții cavernelor” (este vorba de cea mai veche versiune cunoscută), ale “Cărții porților”, și pasaje din “Cartea morților” printre care așa zisa “Confesiune negativă”.
Sarcofagul, în formă de cartuș, este cel mai mare și cel mai greu din Vale (aproape 4 m lungime și 3 m înălțime). Atât mumia suveranului cât și alte obiecte ale acestui mormânt au fost găsite în mormântul lui Amenhotep al II-lea (KV35).

## Istoricul explorărilor
- Sicard, Claude (1718): Vizită
- Pococke, Richard (1737-1738): Realizează planurile mormântului
- Bruce, James (1768): Vizită
- Burton, James (1825): Realizează planurile mormântului
- Wilkinson, John Gardner (1825-1828): Vizită
- Franco-Tuscan Expedition (1828-1829): Transcrie textile murale (Epigrafie)
- Jones, Owen (1832): Vizită
- Pückler-Muskau, Hermann Ludwig Heinrich (1837): Vizită
- L'Hôte, Nestor (1838): Vizită
- Ayrton, Edward Russell (1905-1906): Săpături (descoperă depozitele din culuarul de intrare)
- Carter, Howard (1920): Săpături

## Bibliografia
- AAVV - La Valle dei Re - White Star
- Busi, Graziella - Nefertiti: l'ultima dimora; il giallo della tomba KV55 - Ananke
- Leblanc, Christiane + Siliotti, Alberto - Nefertari e la Valle delle Regine - Giunti
- Jacq, Christian - La Valle dei Re - Mondadori
- Bongioanni, Alessandro - Luxor e la Valle dei Re - White Star
- Siloitti, Alberto - Guida alla Valle dei Re, ai templi e alle necropoli tebane - White Star
- Reeves, Nicholas - The complete Valley of the Kings (in inglese) - Thames & Hudson

## Galerie

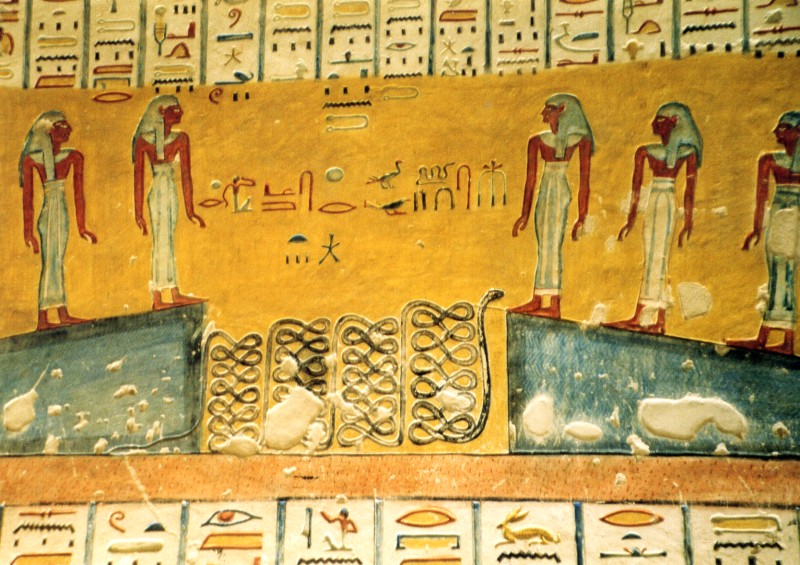
Frescă murală din KV 2
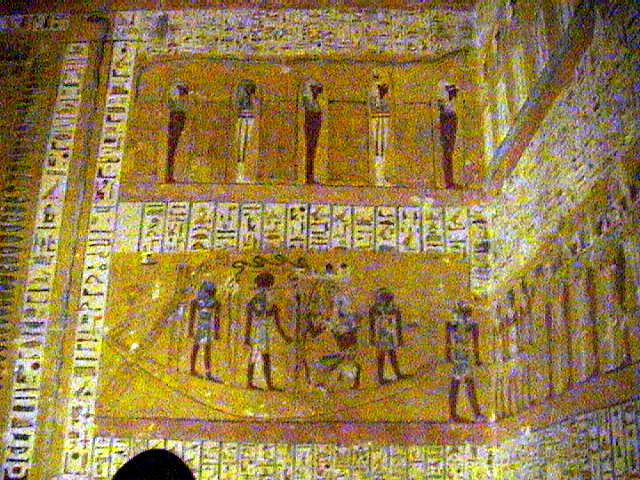
Detaliul unui perete al mormântului lui Ramses al IV-lea
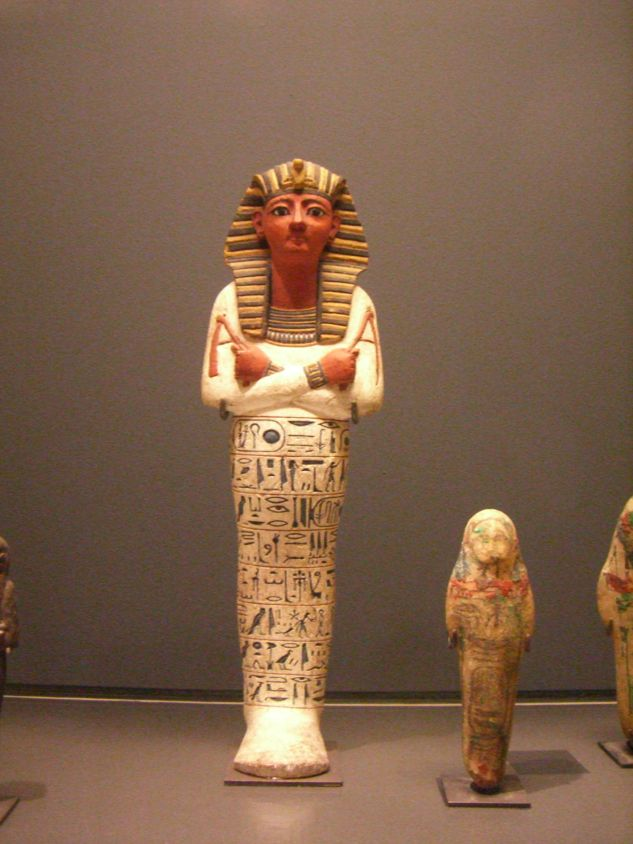
Ushabti ale lui Ramses al IV-lea